# St. Johannes Evangelist (Wasentegernbach)

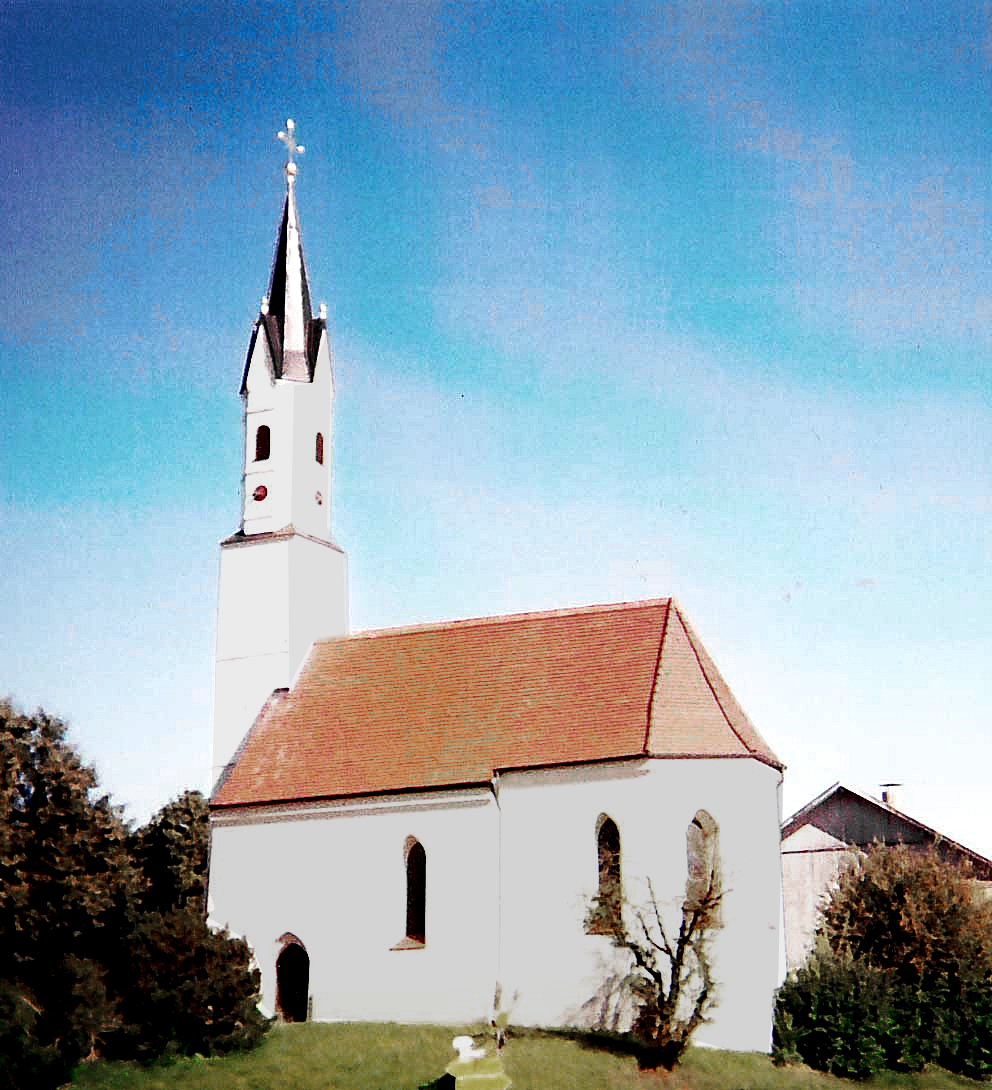
St. Johannes Evangelist in Wasentegernbach

Innenraum

Die römisch-katholische Filialkirche St. Johannes Evangelist steht in Wasentegernbach, einem Gemeindeteil der Stadt Dorfen im oberbayerischen Landkreis Erding. Sie ist in der Liste der Baudenkmäler in Dorfen unter der Nr. D-1-77-115-116 eingetragen. Die Kirche gehört zum Dekanat Erding im Erzbistum München und Freising.

## Beschreibung
Die spätgotische Saalkirche wurde im späten 15. Jahrhundert erbaut. Sie besteht aus dem Langhaus zu zwei Jochen, dem eingezogenen Chor mit Fünfachtelschluss im Osten und dem Kirchturm mit spitzem Helm im Westen. Die Sakristei steht an der Nordwand des Chors. 
Der Innenraum ist durchgehend mit einem Netzgewölbe überspannt, das von Wandpfeilern mit halbrunden Diensten getragen wird. Der von den Skulpturen des Franz von Assisi und des Stephanus flankierte Hochaltar wurde um 1765 in der Art des Matthias Fackler gebaut. Im Altarretabel ist ein Marienbildnis dargestellt.